# Chantiers de jeunesse de la marine
Pour les articles homonymes, voir CJM.
 (décembre 2016).
Les Chantiers de jeunesse de la marine (CJM) furent créés par l'amiral François Darlan. Leur existence légale date du 25 février 1941. Ils avaient pour but de former et d'entraîner des jeunes dont la vie civile était orientée vers la mer (pêcheurs, marins de commerce, futur marins de la Marine nationale). Ils ont pour commandant en chef le capitaine de corvette Jacques Traub. Les centres sont composés de divisions, par spécialité, partagés en sections de quatre équipes.
- Le groupement des centres était à Marseille, puis après l'invasion de la Zone libre à Fonties Cabardes (Aude) en 1943.

Trois centres furent réellement créés et actifs:
- L'Adroit à Banyuls (Pyrénées-Orientales), puis après novembre 1942 au lac de Lampy entre Carcassonne et Revel (commissaire de Merle). Effectif 200 personnes.

- Le Foudroyant à Narbonne-Plage (Aude)  avec un élément détaché, à Aspretto (Corse), dans le Massif central (montagne Noire), au bassin de Saint-Ferréol (commissaire Pasteau). Effectif 200 personnes.

- Le Siroco au cap Matifou à l'est d'Alger (commissaire Pierre Therene). Effectif 400 personnes.

- Un centre était prévu au Maroc, mais l'opération Torch (débarquement allié en Afrique du Nord) empêcha sa création.

## Devise
Honneur et Patrie

## Insignes
Insigne général

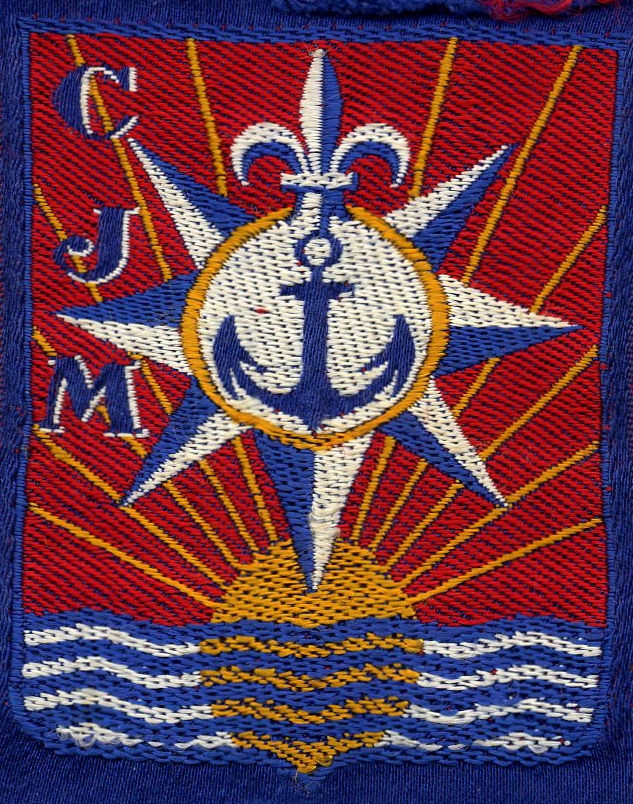
insigne général

Centres

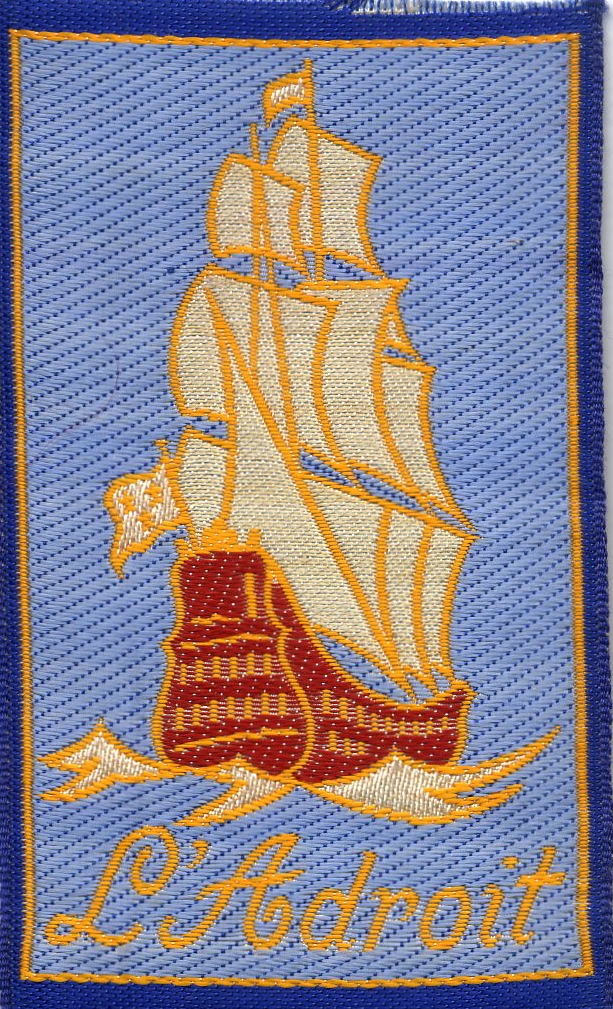
insigne du Centre l'Adroit
insigne du Centre le Foudroyant
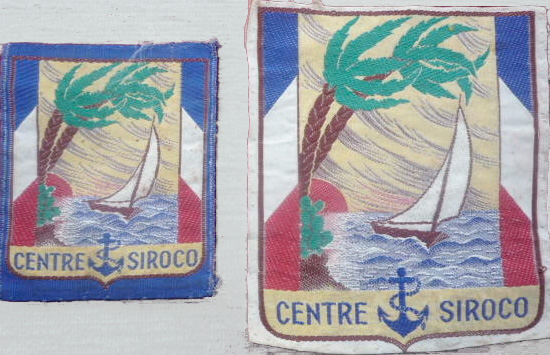
insigne du Centre le Siroco

Insignes métalliques

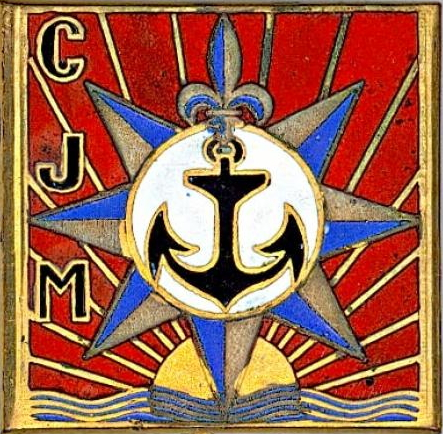
insigne général
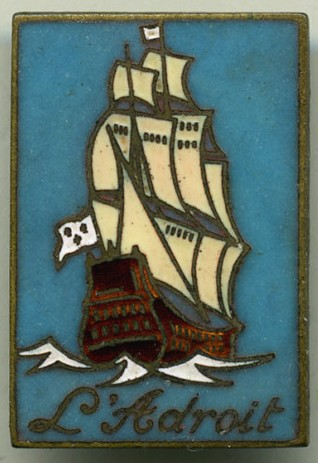
insigne du Centre l'Adroit